# Helmuth Johannes Ludwig von Moltke
Helmuth Johannes Ludwig von Moltke (młodszy) (ur. 25 maja 1848 w Gersdorf, zm. 18 czerwca 1916 w Berlinie) – niemiecki polityk wojskowy, generał pułkownik.

## Życiorys
Wstąpił do wojska w 1870, uczestnik wojny francusko-pruskiej. Był bratankiem wybitnego dowódcy Helmutha Moltkego (starszego), co niewątpliwie wpłynęło na przyspieszenie jego kariery wojskowej. W latach 1892–1898 adiutant cesarza Wilhelma II. W latach 1899–1902 był dowódcą 1 Brygady, w 1902 został dowódcą dywizji.
Od 1903 był generałem kwatermistrzem. W 1904 został mianowany Generalnym Kwatermistrzem Wielkiego Sztabu Generalnego. Od 1906 pełnił funkcję Szefa Sztabu Generalnego. Przeprowadził szereg reform w Sztabie Generalnym. W 1912 uznał, że samoloty dają lepsze możliwości obserwacji nieprzyjaciela niż stosowane powszechnie balony obserwacyjne. Odrzucił teorię Schlieffena, że przyszła wojna będzie wojną błyskawiczną i uważał, że będzie ona wojną narodów, a takie wojny nie kończą się jednym decydującym uderzeniem. Von Moltke podkreślał, iż do przyszłej wojny z Rosją należy dobrze przygotować niemiecką opinię publiczną. 10 lutego 1913, w rozmowie z austriackim szefem sztabu, generałem Conradem von Hötzendorfem, stwierdził, iż „wcześniej czy później wojna w Europie i tak wybuchnie i będzie to starcie między kulturą germańską i słowiańską; toteż obowiązkiem wszystkich państw, które bronią niemieckiej koncepcji kultury, jest przygotować się na taką ewentualność”.
W czasie przygotowania do I wojny światowej jako podstawę operacji przyjął jednak Plan Schlieffena, który zakładał rozgromienie siłami głównymi armii francuskiej i obronę w Prusach Wschodnich, a następnie ofensywę na wschodzie. Wraz z początkiem wojny Moltke został wyznaczony na stanowisko Szefa Polowego Sztabu Generalnego stacjonującego w Koblencji. W czasie rozwinięcia armii niemieckiej w 1914 osłabił prawe skrzydło frontu zachodniego i wzmocnił siły lewego skrzydła oraz wzmocnił siły w Prusach Wschodnich.
Po tym jak 4 sierpnia 1914 Wielka Brytania wypowiedziała Niemcom wojnę, Brytyjczycy zaczęli się przygotowywać do wysłania na kontynent swojego Korpusu Ekspedycyjnego. Niemieccy admirałowie poinformowali wówczas von Moltkego, iż są w stanie zablokować lądowanie brytyjskich wojsk w portach na północnym wybrzeżu Belgii i Francji. Von Moltke jednakże odrzucił sugestię admirałów, by nie dopuścić do przybycia Brytyjczyków na kontynent. Możliwość powstrzymania Brytyjskiego Korpusu Ekspedycyjnego przed włączeniem się do walk na froncie zachodnim skomentował w następujący sposób: „Jest to zbędne; lepiej nawet będzie, jeśli Armia Zachodnia będzie mogła rozprawić się z Francuzami, Belgami i 160 tysiącami Anglików za jednym zamachem”.
Zdaniem większości historyków Helmuth von Moltke okazał się niezdolny do podjęcia właściwych decyzji w kluczowym momencie inwazji na Francję. W zakłopotanie wprawiły go: obawa przed rosyjskim atakiem na wschodzie i niewykorzystane zwycięstwo żołnierzy niemieckich nad siłami francuskimi w bitwie o Lotaryngię. Niemieckie błędy w dowodzeniu wojskami podczas I bitwy nad Marną spowodowały, iż oddziały nacierające w kierunku Paryża musiały się cofnąć. Wkrótce obie walczące strony okopały się i walki przyjęły postać wojny pozycyjnej.
14 września 1914 von Moltke utracił stanowisko Szefa Polowego na rzecz Ericha von Falkenhayna, gdyż cesarz Wilhelm II uznał go za nieudolnego dowódcę ("uległ depresji nerwowej podczas bitwy") i obarczył winą za nadchodzącą klęskę. Od stycznia 1915 był zastępcą Szefa Wielkiego Sztabu Generalnego.
W 1922 jego żona wydała pamiętniki pt. „Wspomnienia, pisma, dokumenty 1877-1915”.

## Odznaczenia
- Krzyż Żelazny II klasy (za wojnę francusko-pruską)
- Order Orła Czarnego (1909)
- Pour le Mérite (7 sierpnia 1915)